# Inter Mediolan w sezonie 1910/1911
Sezon 1910/1911 był trzecim sezonem w historii Interu Mediolan. W tym sezonie Internazionale zdobył ukończyło rozgrywki Prima Categoria na 6. miejscu.
Najlepszym strzelcem zespołu został Ernest Peterly, który zdobył 5 bramek w lidze.

## Skład
| Nr | Poz. | Piłkarz                    |
| -- | ---- | -------------------------- |
|    | BR   | Piero Campelli             |
|    | OB   | Oreste Viganò              |
|    | OB   | Oscar Engler               |
|    | OB   | Mario Moretti              |
|    | OB   | Mario Corinaldesi          |
|    | OB   | Alessandro De Magistris    |
|    | OB   | Carlo Streit               |
|    | OB   | Alfredo Zoller             |
|    | OB   | Roberto Fronte             |
|    | OB   | Arduino De Violini         |
|    | PO   | Virgilio Fossati (kapitan) |
|    | PO   | Ernest Peterly             |
|    | PO   | Ernesto Crespi             |

| Nr | Poz. | Piłkarz            |
| -- | ---- | ------------------ |
|    | PO   | Carlo Payer        |
|    | PO   | Giovanni Capra     |
|    | PO   | Gian Maria Cadoni  |
|    | PO   | Carlo Cocchi       |
|    | PO   | Max Winter         |
|    | PO   | Riccardo Eberhardt |
|    | PO   | Rudolf Neudecker   |
|    | PO   | Adolf Stebler      |
|    | NA   | Ermanno Aebi       |
|    | NA   | Achille Gama       |
|    | NA   | Luigi Boffi        |
|    | NA   | Antonio Payer      |
|    | NA   | Bernard Schuler    |

## Rozgrywki

### Prima Categoria

#### Tabela
| Lp. | Drużyna        | M  | Mecze | Mecze | Mecze | Bramki | Bramki | Bramki | Pkt |
| Lp. | Drużyna        | M  | W     | R     | P     | +      | −      | +/−    | Pkt |
| --- | -------------- | -- | ----- | ----- | ----- | ------ | ------ | ------ | --- |
| 4.  | Andrea Doria   | 16 | 8     | 0     | 8     | 28     | 30     | −2     | 16  |
| 5.  | Genoa          | 16 | 7     | 0     | 9     | 22     | 27     | −5     | 14  |
| 6.  | Inter Mediolan | 16 | 6     | 1     | 9     | 24     | 31     | −7     | 13  |
| 7.  | Piemonte       | 16 | 4     | 4     | 8     | 21     | 35     | −14    | 12  |
| 8.  | Milanese       | 16 | 6     | 0     | 10    | 19     | 45     | −26    | 12  |

#### Mecze
| Prima Categoria 127 listopada 1910 | Inter Mediolan                                    | 5:1 | US Milanese   |                          |
|                                    | Neudecker 10', 40' · Schuler · Eberhardt · Engler |     | (sam.) Fronte | Mediolan Sędzia: Colombo |

| Prima Categoria 24 grudnia 1910 | Piemonte               | 2:3   | Inter Mediolan               |                          |
|                                 | Gavinneli 35' (k.) 79' | (1:1) | 39', 61' Peterly · 55' Payer | Mediolan Sędzia: Colombo |

| Prima Categoria 318 grudnia 1910 | Torino                        | 0:1 (wo.) | Inter Mediolan |                          |
|                                  | Bachmann 55' · Swift 60', 65' |           | 75' Winter     | Mediolan Sędzia: Goodley |

1. ↑  Wynik meczu na boisku: 3:1

| Prima Categoria 422 stycznia 1911 | Genoa     | 1:0 (wo.) | Inter Mediolan   |                          |
|                                   | Davis 30' |           | Peterly · Engler | Mediolan Sędzia: Colombo |

1. ↑  Wynik meczu na boisku: 1:2

| Prima Categoria 529 stycznia 1911 | Inter Mediolan | 0:3 | Pro Vercelli  |                         |
|                                   |                |     | Rampini · Ara | Mediolan Sędzia: Meazza |

| Prima Categoria 65 lutego 1911 | AC Milan                  | 2:0   | Inter Mediolan |                         |
|                                | Tobias 64' · Van Hege 77' | (0:0) |                | Mediolan Sędzia: Meazza |

| Prima Categoria 719 lutego 1911 | Inter Mediolan                                | 4:2   | Piemonte         |                         |
|                                 | Eberhardt 20' · Peterly 26', 41' · Winter 88' | (3:0) | 55', 85' Berardo | Mediolan Sędzia: Radice |

| Prima Categoria 826 lutego 1911 | Andrea Doria                   | 3:0   | Inter Mediolan |                          |
|                                 | Sardi 9', 82' · Santamaria 11' | (2:0) |                | Mediolan Sędzia: Goodley |

| Prima Categoria 95 marca 1911 | Inter Mediolan | 0:1   | Torino       |                        |
|                               |                | (0:1) | 6' Bollinger | Mediolan Sędzia: Magni |

| Prima Categoria 1012 marca 1911 | Inter Mediolan | 1:1   | Juventus      |                        |
|                                 | Winter 35'     | (1:0) | 65' Maffiotti | Mediolan Sędzia: Magni |

| Prima Categoria 1125 marca 1911 | Inter Mediolan | 0:3   | Genoa                                |                          |
|                                 |                | (0:1) | 37' Crocco · 66' Hurni · 76' Mariani | Mediolan Sędzia: Malvano |

| Prima Categoria 1223 kwietnia 1911 | Pro Vercelli                                      | 4:0   | Inter Mediolan |                         |
|                                    | Rampini 20' · Corna 28' · Valle 71' · Ferraro 73' | (2:0) |                | Mediolan Sędzia: Meazza |

| Prima Categoria 1330 kwietnia 1911 | Inter Mediolan                     | 3:6   | AC Milan                                                        |                        |
|                                    | Engler 34', 74' · Trerè 41' (sam.) | (2:4) | 27' (k.) 43' Tobias · 42', 76' Van Hege · 44' Carrer · 83' Lana | Mediolan Sędzia: Magni |

| Prima Categoria 1414 maja 1911 | Inter Mediolan | 1:2 | Andrea Doria      |                           |
|                                | Moretti        |     | Sardi · Baglietto | Mediolan Sędzia: Scarioni |

| Prima Categoria 1528 maja 1911 | Juventus | 0:2 | Inter Mediolan     |                         |
|                                |          |     | (sam.) Hess · Gama | Mediolan Sędzia: Meazza |

| Prima Categoria 1616 czerwca 1911 | US Milanese | 0:4 | Inter Mediolan               |                         |
|                                   |             |     | Engler · Gama · Aebi · Payer | Mediolan Sędzia: Meazza |

## Statystyki

### Mecze i bramki
| Piłkarz                 | Primera Categoria | Primera Categoria | Suma  | Suma   |
| Piłkarz                 | Mecze             | Bramki            | Mecze | Bramki |
| ----------------------- | ----------------- | ----------------- | ----- | ------ |
| Piero Campelli          | 16                | 0                 | 16    | 0      |
| Oreste Viganò           | 3                 | 0                 | 3     | 0      |
| Oscar Engler            | 16                | 4                 | 16    | 4      |
| Mario Moretti           | 15                | 1                 | 15    | 1      |
| Mario Corinaldesi       | 1                 | 0                 | 1     | 0      |
| Alessandro De Magistris | 1                 | 0                 | 1     | 0      |
| Carlo Streit            | 8                 | 0                 | 8     | 0      |
| Alfredo Zoller          | 11                | 0                 | 11    | 0      |
| Roberto Fronte          | 10                | 0                 | 10    | 0      |
| Arduino De Violini      | 1                 | 0                 | 1     | 0      |
| Virgilio Fossati        | 15                | 0                 | 15    | 0      |
| Ernest Peterly          | 6                 | 5                 | 6     | 5      |
| Ernesto Crespi          | 2                 | 0                 | 2     | 0      |
| Carlo Payer             | 16                | 2                 | 16    | 2      |
| Giovanni Capra          | 12                | 0                 | 12    | 0      |
| Max Winter              | 12                | 2                 | 12    | 2      |
| Riccardo Eberhardt      | 5                 | 2                 | 5     | 2      |
| Rudolf Neudecker        | 5                 | 2                 | 5     | 2      |
| Adolf Stebler           | 0                 | 0                 | 0     | 0      |
| Ermanno Aebi            | 13                | 2                 | 13    | 2      |
| Achille Gama            | 5                 | 2                 | 5     | 2      |
| Angelo Balbiani         | 1                 | 0                 | 1     | 0      |
| Luigi Boffi             | 1                 | 0                 | 1     | 0      |
| Antonio Payer           | 2                 | 0                 | 2     | 0      |
| Bernard Schuler         | 3                 | 1                 | 3     | 1      |

### Najlepsi strzelcy
| L.p. | Piłkarz            | Prima Categoria | Suma |
| ---- | ------------------ | --------------- | ---- |
| 1.   | Ernest Peterly     | 5               | 5    |
| 2.   | Oscar Engler       | 4               | 4    |
| 3.   | Riccardo Eberhardt | 2               | 2    |
| 3.   | Rudolf Neudecker   | 2               | 2    |
| 3.   | Achille Gama       | 2               | 2    |
| 3.   | Max Winter         | 2               | 2    |
| 3.   | Ermanno Aebi       | 2               | 2    |
| 3.   | Carlo Payer        | 2               | 2    |
| 9.   | Bernard Schuler    | 1               | 1    |
| 9.   | Mario Moretti      | 1               | 1    |